# ムアンシンブリー郡
座標: 北緯14度53分18秒 東経100度24分17秒 / 北緯14.88833度 東経100.40472度
ムアンシンブリー郡（ムアンシンブリーぐん）はタイ中部・シンブリー県の郡（アムプー）である。同県の県庁所在地（ムアン）でもある。

## 名前
シンブリーとは「獅子の街」という意味である。

## 歴史
シンブリーは元々、アユタヤ王朝の初期に北の防衛地点として設置された。アユタヤ王朝の初代王、ラーマーティボーディー1世は、ムアンシン（シンブリー）をムアンルークルワン（第一級国）にした。
しかし、時代は下りトライローカナート王時代になると防衛拠点としての重要性は薄れ、第四級国に格下げされた。トンブリー王朝時代はタークシン王に帰順した。
1895年ラーマ5世（チュラーロンコーン）はモントン制を導入、ムアンシンはモントン・クルンカオに編入された。1901年、ムアンシンはバーンプッサー郡の名の下、郡として成立。1938年、県の名前と県庁所在地を同じ名前で呼ぶというポリシーにより、バーンプッサー郡はムアンシンブリー郡となった。

## 地理
チャオプラヤー川の形成した平地にあり、市内の重要な水源はチャオプラヤー川である。
国道32号線が南北延びており、北にパユハキーリー方面、南にアーントーン方面と通じている。国道311号線が北から市内を通って東に延びており北にチャイナート、東にロッブリー方面と通じている。また南に309号線が延びており、アーントーン方面に通じている。

## 経済
郡内の主要な産業は農業で、主要な作物はコメである。

## 行政区分
市は8つのタムボンに分かれる。自治体（テーサバーン）があり以下のようになっている。
- テーサバーンムアン・シンブリー・・・タムボン・バーンプッサーの全体とタムボン・バーンマン、ムワンムー、トンポー、バーンクラブーの一部。

また郡内には7つのタムボン行政体（オンカーンボーリハーンスワンタムボン）がある。
1. タムボン・バーンプッサー・・・ตำบลบางพุทรา
2. タムボン・バーンマン・・・ตำบลบางมัญ
3. タムボン・ポークルワム・・・ตำบลโพกรวม
4. タムボン・ムアンムー・・・ตำบลม่วงหมู่
5. タムボン・フワパイ・・・ตำบลหัวไผ่
6. タムボン・トンポー・・・ตำบลต้นโพธิ์
7. タムボン・チャックシー・・・ตำบลจักรสีห์
8. タムボン・バーンクラブー・・・ตำบลบางกระบือ